# Contracaecum filiforme
Contracaecum filiforme is een rondwormensoort uit de familie van de Anisakidae. De wetenschappelijke naam van de soort is voor het eerst geldig gepubliceerd in 1904 door Stossich.